# Lutych–Bastogne–Lutych 2019
105. ročník jednodenního cyklistického závodu Lutych–Bastogne–Lutych se konal 28. dubna 2019. Vítězem se stal Dán Jakob Fuglsang z týmu Astana. Na druhém a třetím místě se umístili Ital Davide Formolo a Němec Maximilian Schachmann (oba Bora–Hansgrohe).

## Týmy
Závodu se zúčastnilo celkem 25 týmů. Všech 18 UCI WorldTeamů bylo pozváno automaticky a muselo se zúčastnit závodu. Společně se sedmi UCI ProTeamy tak utvořili startovní peloton složený z 25 týmů.

### UCI WorldTeamy
- AG2R La Mondiale
- Astana
- Bahrain–Merida
- Bora–Hansgrohe
- CCC Team
- Deceuninck–Quick-Step
- EF Education First
- Groupama–FDJ
- Lotto–Soudal
- Mitchelton–Scott
- Movistar Team
- Team Dimension Data
- Team Jumbo–Visma
- Team Katusha–Alpecin
- Team Sky
- Team Sunweb
- Trek–Segafredo
- UAE Team Emirates

### UCI ProTeamy
- Arkéa–Samsic
- Vital Concept–B&B Hotels
- Cofidis
- Wallonie Bruxelles
- Circus–Wanty Gobert
- Sport Vlaanderen–Baloise
- Total Direct Énergie

## Výsledky
| Pořadí | Jezdec                      | Tým                | Čas        |
| ------ | --------------------------- | ------------------ | ---------- |
| 1      | Jakob Fuglsang (DEN)        | Astana             | 6h 37’ 37” |
| 2      | Davide Formolo (ITA)        | Bora–Hansgrohe     | + 27”      |
| 3      | Maximilian Schachmann (GER) | Bora–Hansgrohe     | + 57”      |
| 4      | Adam Yates (GBR)            | Mitchelton–Scott   | + 57”      |
| 5      | Michael Woods (CAN)         | EF Education First | + 57”      |
| 6      | David Gaudu (FRA)           | Groupama–FDJ       | + 57”      |
| 7      | Mikel Landa (ESP)           | Movistar Team      | + 57”      |
| 8      | Vincenzo Nibali (ITA)       | Bahrain–Merida     | + 1’ 00”   |
| 9      | Dylan Teuns (BEL)           | Bahrain–Merida     | + 1’ 05”   |
| 10     | Wout Poels (NED)            | Team Sky           | + 1’ 26”   |